# 韦妃 (薛王妃)
韦妃（?—?），京兆郡万年县（今陕西省西安市）人，出自京兆韦氏彭城公房，兖州刺史韋元珪之女，薛王李业的王妃。
开元十三年（725年），玄宗有病，韦氏的弟弟内直郎韦宾与殿中监皇甫恂私议休咎。事发，玄宗令杖杀韦宾，左迁皇甫恂为锦州刺史。韦妃害怕，降服待罪，李业不敢入宫见皇帝。玄宗安慰李业，令王妃复位。开元二十二年（734年）李业去世，谥惠宣太子，韦妃为惠宣太子妃。天宝五载（746年），李林甫诬杀韦妃的弟弟韦坚，韦氏兄弟都被杀害。天宝七载（748年），嗣薛王李琄为夷陵郡员外别驾，到夜郎郡安置。韦妃随李琄到夜郎郡，忧虑而死。